# 王家营西站
王家营西站是位于云南省昆明市呈贡区王家营社区一个铁路车站，原称昆明南站。
王家营西站目前是一等站，隶属昆明铁路局管辖，西距昆明站11公里，东距威舍站291公里，南宁站811公里。该站仅办理昆明与红果间普慢列车的旅客乘降；行李、包裹托运；货运办理整车货物发到；不办理整车爆炸品及整车一级氧化剂发到。